# 小澤亞李
小澤亞李（日语：／ Ozawa Ari，1992年8月10日—）是日本的女性聲優。東京都出身。所屬經紀公司是I'm Enterprise。

## 簡歷
中學一年級時看了《魔法老師》後就對聲優十分憧憬，高中2年級進入日本播音演技研究所開始訓練。2013年4月加入I'm Enterprise。出道作為《我的妹妹哪有這麼可愛！》中一句遊戲的聲音。
2014年7月，擔任《月刊少女野崎君》女主角佐倉千代的配音，也是初次擔任主演。擁有廚師執照。
2017年，獲得第11回聲優獎的新人女優賞。
2020年8月10日，宣告與音樂家Hige Driver結婚。

## 作品
※粗體字代表主演

### 電視動畫
2013年
- 我的妹妹哪有這麼可愛。（遊戲的聲音）
- 武士弗拉明戈（女性B）
- 物語系列 第二季（女服務生）
- 蘿球社！SS（北野若菜）

2014年
- M3〜其為黑鋼〜（女兒A）
- 農林（廣播）
- 流浪神差（紹巴）
- 請問您今天要來點兔子嗎？（女學生A）
- 生存遊戲社（女子、小學生、社長）
- 月刊少女野崎君（佐倉千代[5]）
- 三坪房間的侵略者！？（女學生）
- 笑傲曇天（上林的兒子、天火（幼少期））
- 四月是你的謊言（梨田）
- 臨時女友（新體操社員B）
- 結城友奈是勇者（同班同學）

2015年
- 四月是你的謊言（小麥）
- The Rolling Girls（森友望未）
- 純潔的瑪利亞（瑞格莉絲）
- 聖劍使的禁咒詠唱（小孩）
- 寶石寵物 魔法變身（雲母愛理）
- 惡魔高校D×D BorN（米利凱斯·吉蒙里）
- 御神樂學園組曲（藤白乙音）
- 俺物語！！（兒嶋）
- 放學後的昴星團（鈴、美里）
- 干支魂（小馬）
- 創聖機械天使LOGOS（海凪花嵐）
- 若葉女孩（小橋若葉）
- Classroom☆Crisis（瀨良美月）
- 魔物娘的同居日常（帕皮）
- 學園孤島（惠飛須澤胡桃）
- 槍與面具（鬼堂院真緒）
- 流浪神差ARAGOTO（紹巴）
- 學戰都市Asterisk（刀藤綺凜）
- 小森拒不了！（西鳥惠）

2016年
- Active Raid－機動強襲室第八課－（花咲里麻美、神明天夢）
- 紅殼的潘朵拉（女僕裝）
- 舞武器·舞乱伎（朝吹黃金）
- 最弱無敗神裝機龍（愛理·阿卡迪亞）
- 莉露莉露妖精～妖精之門～（麥穗星）
- 學戰都市Asterisk 第2期（刀藤綺凜）
- 在下坂本，有何貴幹？（女學生）
- 高校艦隊（駿河留奈）
- 飛翔的魔女（阿爾）
- 半田君傳說（肉食女子黑）
- 這個美術社大有問題！（宇佐美瑞希）
- Active Raid－機動強襲室第八課－ 2nd（花咲里麻美、神明天夢）
- 舞武器·舞亂伎 星之巨人（朝吹黃金）
- WWW.WORKING!!（永田瑠衣）
- 斯黛拉的魔法（关菖蒲）

2017年
- TRICKSTER －來自江戶川亂步「少年偵探團」－（小林芳雄）
- 為美好的世界獻上祝福！2（女服務員）
- 不正經的魔術講師與禁忌教典（梨潔兒·雷佛德）
- ID-0（法爾札[6]）
- 戰鬥女子學園（神峰牡丹）
- 戀愛與謊言（菅原、宮前）
- 時間支配者（蘭雅）
- 咕嚕咕嚕魔法陣（貝貝克）
- 此花綺譚（土筆）
- Onyankopon（女高中生〈凜奈〉）
- 寶石之國（藍錐礦）
- 鬼燈的冷徹 第貳期（鳳凰）

2018年
- 皇帝聖印戰記（卡蜜）
- 童話魔法使（塔吉安娜）
- 愛在雨過天晴時（優、女學生、女性客、女孩子）
- 七美德（梅塔特隆）
- 多田君不戀愛（喵大、男子）
- 漫畫女孩（女子高生）
- 極道超女（真緒）
- 卡利古拉（守田鳴子）
- 惡魔高校D×D HERO（米利凱斯·吉蒙里）
- 中間管理錄利根川（聲〈004〉）
- Pastel Life（冰川日菜）
- BanG Dream! Girls Band Party!☆PICO（冰川日菜）

2019年
- BanG Dream! 2nd Season（冰川日菜[7]）
- revisions（竹內理子）
- 約定的夢幻島（柯尼[8]）
- Endro～！（法伊〈法伊·法伊〉[9]）
- 家有女友（麻美）
- 輝夜姬想讓人告白～天才們的戀愛頭腦戰～（藤原萌葉）
- YU-NO 在這世界盡頭詠唱愛的少女（尤諾）
- 信長老師的年幼妻子（生駒吉乃）
- RobiHachi（阿妮梅斯）
- Re:Stage！Dream Days♪（伊津村紫[10]）
- 鬼滅之刃（白髮）
- 警視廳 特務部 特殊凶惡犯對策室 第七課 -特7-（貝爾梅爾·桑克）
- BEASTARS（飛鼠、兔子）
- 碧藍航線（丹佛）

2020年
- 掠夺者（琳·梅伊）
- BanG Dream! 3rd Season（冰川日菜）
- 隱瞞之事（古武知美亞）
- 輝夜姬想讓人告白？～天才們的戀愛頭腦戰～（藤原萌葉）
- BanG Dream! Girls Band Party!☆PICO ～大份～（冰川日菜）
- 王之逆襲：意志的繼承者（克麗歐[11]）
- 在魔王城說晚安（魅兒）

2021年
- BACK ARROW（艾兒夏·林恩）
- BEASTARS（松鼠、驢）
- 蠟筆小新（日村さな）
- 持續狩獵史萊姆三百年，不知不覺就練到LV MAX（瓦妮雅）
- 燒窯的話也要馬克杯 二番窯（土岐川姬菜）
- BanG Dream! Girls Band Party!☆PICO Fever!（冰川日菜）

2022年
- 鬼滅之刃 遊郭篇（產屋敷日香）
- 自稱賢者弟子的賢者（梅鈴[12]）
- BanG Dream! 少女樂團派對！5週年紀念動畫 -CiRCLE THANKS PARTY!-（冰川日菜）
- 吉伊卡哇（兔子[13]）
- 輝夜姬想讓人告白-超級浪漫-（藤原萌葉）
- INSECT LAND（弟B）
- 組長女兒與保姆（花田步）
- Extreme Hearts（小日向理瀬）
- BLEACH 千年血戰篇（鑿野乃乃美）

2023年
- 輝夜姬想讓人告白-永不結束的初吻-（學生、藤原萌葉）
- 機戰少女Alice Expansion（一条綾香）
- 鬼滅之刃 刀匠村篇（產屋敷日香）

2024年
- 百千家的妖怪王子（陰摩羅鬼）
- 七大罪 啟示錄四騎士（嬰兒都尼）

### 動畫電影
2016年
- POP IN Q（大道朝陽[14]）

2025年
- 愉快動物餅 THE MOVIE（兔子[15]）

### OVA
2014年
- 漫畫家與助手 迷你OVA（友人）

2015年
- 流浪神差「夜斗神連續殺人事件」（紹巴）※單行本第15卷限定版附贈DVD

2016年
- 一拳超人 #05「有着太多故事的姐妹」（三節棍的莉莉）
- 亞人「中村慎也事件」（女子學生）
- 一拳超人 #06「過於不可能的殺人事件」（女招待）

2017年
- 高校艦隊（駿河留奈）

### 網路動畫
2021年
- 干支魂～貓客萬來～（小馬）

2024年
- Fate/Grand Order 搞不懂的藤丸立香 第2期（壱与）

### 遊戲
2013年
- 女友伴身邊
- 花冠之淚II 霸王的末裔（民眾、群眾）

2014年
- DREAM C CLUB Gogo.（安茹）
- 巫女之社（新井瞳）
- 鐵金剛少女Z ONLINE（剴之孃〈蓋特剴〉）
- 艦隊收藏（野分、秋月、歐根親王號）
- 白猫Project（曉胡）

2015年
- 大圖書館的牧羊人 -Library Party-（一之江金魚）
- 魔壞神Trillion（艾瑪）
- 太鼓之達人 V Version（楓木）
- BAD APPLE WARS（サンズ）
- 戰鬥女子學園（神峰牡丹）
- 妖怪百姬（雨女）

2016年
- Alice Order（夢路唯月）
- 學戰都市Asterisk 鳳華絢爛（刀藤綺凜）
- 卡利古拉（守田鳴子）
- 私立格里莫瓦魔法學園（惠飛須澤胡桃[16]）
- 菲莉絲的鍊金工房 ～不可思議旅的鍊金術士～（多蘿瑟爾・懷斯貝爾克）

2017年
- 啦啦魔法（瀨澤叶）
- YU-NO 在這世界盡頭詠唱愛的少女（尤諾[17]）
- BanG Dream! 少女乐团派对！（冰川日菜）
- 聖火降魔錄 英雄雲集（莉莉娜、法、賽拉）
- 閃耀幻想曲（惠飛須澤胡桃、關菖蒲、西鳥惠）
- 刀剑神域：关键斗士（英语：Sword_Art_Online:_Integral_Factor）（本田小春）

2018年
- 機戰少女Alice（一條綾香[18]）
- 碧藍航線（丹佛）
- 深淵地平線（電[19]、艾塞克斯、ユニコーン）
- 溫泉女孩 湯之花收藏（嬉野溫泉）
- 純白魔女（道明寺美美香[20]）
- 永恆冒險（瑪琳）

2019年
- 荒野的壽飛行隊 飛向雲霄的少女們！（亞可[21]）
- 白金列車（日语：プラチナ・トレイン）（山口瑞穗、山口櫻）
- 高校艦隊 艦隊戰鬥大危機！（駿河留奈）
- LINQS RINGS（響姬[22]）
- 寶可夢大師（哈普烏）

2020年
- 原神（香菱）

2021年
- 薑餅人王國（公主餅乾）
- 蔚藍檔案（伊落瑪麗）

2022年
- 幻塔（西蘿）
- Fate/Grand Order（壹與）
- 緋染天空 Heaven Burns Red（柊木梢）

### 廣播劇 CD
2013年
- Einsatz VOL.2（打擊樂器女子B）

2016年
- 樱子的高校生活（鈴森純）
- 管耳猫（齊宮千夜[23]）

2018年
- 只要長得可愛，即使是變態你也喜歡嗎？（古賀唯花）

2020年
- 掠夺者 （琳·梅伊）

### 其他
- （東雲心菜）
- 溫泉女孩（嬉野六香）

### 音樂CD
| 販售日                  | 標題                                                                                | 名義 | 樂曲                                                           | 備註                                           |
| 2014年                  | 2014年                                                                              | 2014年 | 2014年                                                         | 2014年                                         |
| ----------------------- | ----------------------------------------------------------------------------------- | --- | -------------------------------------------------------------- | ---------------------------------------------- |
| 8月27日                 |                                                                                     | 佐倉千代（小澤亞李） | 「」                                                           | 電視動畫《月刊少女野崎同學》片尾曲             |
| 8月27日                 | 佐倉千代（小澤亞李）／台詞：野崎梅太郎（中村悠一）、御子柴實琴（岡本信彥）          | 「」 | 電視動畫《月刊少女野崎同學》                                   |                                                |
| 12月24日                |                                                                                     | Coconatsu（小澤亞李、日南結里） | 「」 「」 「」                                                 | 音樂配信企劃《Hinabita》                       |
| 12月24日                | 東雲心菜（小澤亞李）                                                                | 「」 |                                                                | 音樂配信企劃《Hinabita》                       |
| 2015年                  |                                                                                     | |                                                                |                                                |
| 1月21日                 | The Rolling Girls 主題曲集                                                          | THE ROLLING GIRLS | 「」 「」 「」                                                 | 電視動畫《The Rolling Girls》主題曲            |
| 2月12日                 | Good Shepherd／Life,Like,Party!                                                     | 一之江金魚（小澤亞李） | 「Life,Like,Party!」 「Life,Like,Party!-kors k likes Party!-」 | 遊戲《大圖書館的牧羊人 -Library Party-》片尾曲 |
| 3月18日                 | THE ROLLING GIRLS 第1卷 Canime.jp特典                                               | 森友望未（小澤亞李） | 「」                                                           | 電視動畫《The Rolling Girls》                  |
| 3月25日                 | Chocolate Smile Girls!!                                                             | 東雲心菜（from Coconatsu） meets 日向美Bitter Sweets♪ | 「」                                                           | 音樂配信企劃《Hinabita》                       |
| 3月25日                 | Chocolate Smile Girls!!                                                             | Coconatsu meets 日向美Bitter Sweets♪ | 「」                                                           | 音樂配信企劃《Hinabita》                       |
| 3月25日                 | Chocolate Smile Girls!!                                                             | 日向美Bitter Sweets♪ & Coconatsu | 「」                                                           | 音樂配信企劃《Hinabita》                       |
| 4月1日                  | The Rolling Girls 歌曲集                                                            | THE ROLLING GIRLS | 「」 「」 「」 「」                                            | 電視動畫《The Rolling Girls》劇中歌            |
| 4月1日                  | The Rolling Girls 歌曲集                                                            | THE ROLLING GIRLS（小澤亞李、日高里菜） | 「」                                                           | 電視動畫《The Rolling Girls》片尾曲            |
| 4月22日                 | blue moment                                                                         | 萌力BOB（村川梨衣、大原沙耶香、松井惠理子、巽悠衣子、相坂優歌、內田真禮、生天目仁美、小澤亞李、淵上舞、戶田惠、佐佐木未來、本多真梨子、花守由美里）                                                              | 「blue moment」 「blue moment [TV Size Ver.]」                 | 電視動畫《干支魂》片尾曲                       |
| 4月22日                 |                                                                                     | 放學後樂園社［一宮繪瑠奈（木村珠莉）、御神樂星鎖（大西沙織）、藤白乙音（小澤亞李）］ | 「」                                                           | 電視動畫《御神樂學園組曲》片頭曲               |
| 5月27日                 |                                                                                     | 放學後樂園社［一宮繪瑠奈（木村珠莉）、御神樂星鎖（大西沙織）、藤白乙音（小澤亞李）］ | 「」                                                           | 電視動畫《御神樂學園組曲》片尾曲               |
| 5月27日                 | 藤白乙音（小澤亞李）                                                                | 「」 | 電視動畫《御神樂學園組曲》                                     |                                                |
| 5月27日                 | 御神樂學園組曲 OP&ED主題曲 安利美特同時購入特典 「Last Note.」 Rearrange Special CD | 放學後樂園社［一宮繪瑠奈（木村珠莉）、御神樂星鎖（大西沙織）、藤白乙音（小澤亞李）］ | 電視動畫《御神樂學園組曲》                                     | 「」                                           |
| 5月27日                 | 御神樂學園組曲 OP&ED主題曲 安利美特同時購入特典 「Last Note.」 Rearrange Special CD | 放學後樂園社［一宮繪瑠奈（木村珠莉）、御神樂星鎖（大西沙織）、藤白乙音（小澤亞李）］ | 電視動畫《御神樂學園組曲》                                     | 「」                                           |
| 6月3日                  | 干支魂 第肆卷 Canime.jp特典                                                         | 小馬（小澤亞李） | 「blue moment 」                                               | 電視動畫《干支魂》                             |
| 6月17日                 | 干支魂 角色歌迷你專輯(3)                                                            | 兔寶（相坂優歌）、小馬（小澤亞李）、奇奇（戶田惠）、小狗（本多真梨子） | 「」                                                           | 電視動畫《干支魂》                             |
| 6月17日                 | 干支魂 角色歌迷你專輯(3)                                                            | 小馬（小澤亞李） | 「」 「blue moment［ver.］」                                   | 電視動畫《干支魂》                             |
| 7月29日                 |                                                                                     | 学园生活社 | 「」                                                           | 電視動畫《學園孤島》片頭曲                     |
| 7月29日                 | 「Grateful Friends」                                                                | 学园生活社 | 電視動畫《學園孤島》                                           |                                                |
| 8月2日 ※活動販售        | 電視動畫「The Rolling Girls」歌曲集II「STONES」                                     | THE ROLLING GIRLS（小澤亞李、日高里菜、種田梨沙、花守由美里） | 「STONES」 「」                                                | 電視動畫《The Rolling Girls》                  |
| 8月2日 ※活動販售        | 電視動畫「The Rolling Girls」歌曲集II「STONES」                                     | 森友望未（小澤亞李） | 「」 「STONES」                                                | 電視動畫《The Rolling Girls》                  |
| 8月5日 ※出租開始日 6/24 | ULTRA ORANGE MIX!!01 ～ P's ANISONG ～                                              | 萌力BOB（村川梨衣、大原沙耶香、松井惠理子、巽悠衣子、相坂優歌、內田真禮、生天目仁美、小澤亞李、淵上舞、戶田惠、佐佐木未來、本多真梨子、花守由美里）                                                              | 「blue moment」                                                | 電視動畫《干支魂》                             |
| 8月5日 ※出租開始日 6/24 | ULTRA ORANGE MIX!!01 ～ P's ANISONG ～                                              | THE ROLLING GIRLS | 「」 「」 「」                                                 | 電視動畫《The Rolling Girls》                  |
| 8月19日                 | 最高速 Fall in Love                                                                 | 米亞（雨宮天）、帕皮（小澤亞李）、賽蕾亞（相川奈都姬）、蘇（野村真悠華）、梅洛（山崎遙）、拉克涅拉（中村櫻） | 「最高速 Fall in Love」                                        | 電視動畫《魔物娘的同居日常》片頭曲             |
| 8月19日                 | 最高速 Fall in Love                                                                 | 米亞（雨宮天）、帕皮（小澤亞李）、賽蕾亞（相川奈都姬）、蘇（野村真悠華）、梅洛（山崎遙）、拉克涅拉（中村櫻） | 「Da-Da-Dash!」                                                | 電視動畫《魔物娘的同居日常》                   |
| 8月19日                 |                                                                                     | 一年藤組（小澤亞李、井澤美香子、M·A·O、村川梨衣） | 「」                                                           | 電視動畫《若葉女孩》                           |
| 8月26日                 | 電視動畫「學園孤島」角色歌②                                                         | 惠飛須澤胡桃（小澤亞李）&若狹悠里（M·A·O） | 「HERO」                                                       | 電視動畫《學園孤島》角色歌                     |
| 8月26日                 | 電視動畫「學園孤島」角色歌②                                                         | 惠飛須澤胡桃（小澤亞李） | 「RUN&RUN」                                                    | 電視動畫《學園孤島》角色歌                     |
| 8月26日                 | 御神樂學園組曲 BD、DVD第3卷特典CD                                                   | 藤白乙音（小澤亞李） | 「 90秒ver.」                                                  | 電視動畫《御神樂學園組曲》                     |
| 9月2日                  | 魔物娘的同居日常 角色歌Vol.2「PAPISM」 帕皮                                         | 帕皮（小澤亞李） | 「PAPISM」 「」 「最高速 Fall in Love（帕皮ver.）」            | 電視動畫《魔物娘的同居日常》角色歌             |
| 9月26日                 | 電視動畫「學園孤島」角色歌④                                                         | 直樹美紀（高橋李依）&惠飛須澤胡桃（小澤亞李） | 「」                                                           | 電視動畫《學園孤島》角色歌                     |
| 10月28日                | 電視動畫「學園孤島」角色歌專輯                                                      | 丈槍由紀（水瀨祈）&惠飛須澤胡桃（小澤亞李）feat.太郎丸（加藤英美里） | 「」                                                           | 電視動畫《學園孤島》角色歌                     |
| 10月28日                | 電視動畫「學園孤島」角色歌專輯                                                      | 学园生活社 | 「」                                                           | 電視動畫《學園孤島》角色歌                     |
| 10月28日                | 御神樂學園組曲 BD、DVD第5卷特典CD                                                   | 藤白乙音（小澤亞李） | 「」 「」                                                      | 電視動畫《御神樂學園組曲》                     |
| 12月16日                | 槍與面具 BD、DVD第1卷特典CD                                                         | 鬼堂院真緒（小澤亞李） | 「」                                                           | 電視動畫《槍與面具》                           |
| 12月23日                | Classroom☆Crisis BD&DVD第3卷特典CD                                                  | 白崎伊莉絲（雨宮天）＆瀨良美月（小澤亞李） | 「」                                                           | 電視動畫《Classroom☆Crisis》                   |
| 2016年                  |                                                                                     | |                                                                |                                                |
| 1月27日                 | 「學園孤島」BD、DVD第5卷 原聲帶CD vol.3                                             | 惠飛須澤胡桃（小澤亞李） | 「（胡桃ver.）」                                               | 電視動畫《學園孤島》角色歌                     |
| 1月27日                 | 「學園孤島」BD、DVD第5卷 原聲帶CD vol.3                                             | 学园生活社 | 「」                                                           | 電視動畫《學園孤島》角色歌                     |
| 3月15日                 | 聲優明星 Best Album                                                                 | 天音昴（佐倉薰）、姬宮夏日（橋本千波）、織川琴美（小澤亞李） | 「」                                                           | 遊戲《聲優明星》角色歌                         |
| 3月15日                 | 聲優明星 Best Album                                                                 | 織川琴美（小澤亞李） | 「無敵SWEET GIRL」                                             | 遊戲《聲優明星》角色歌                         |
| 3月23日                 | Active Raid－機動強襲室第八課－ 原聲帶                                              | 神明天夢／花咲里麻美（小澤亞李） | 「」                                                           | 電視動畫《Active Raid－機動強襲室第八課－》    |
| 8月17日                 | 《魔物娘的同居日常》EVERYDAY LIFE WITH MONSTER GIRLS BEST ALBUM                     | 米亞（雨宮天）、帕皮（小澤亞李）、賽蕾亞（相川奈都姬）、蘇（野村真悠華）、梅洛（山崎遙）、拉克涅拉（中村櫻）、墨須（小林優）、瑪娜可（麻倉桃）、緹奧尼西亞（久保百合花）、奏比娜（持月玲依）、多佩爾（大西沙織） | 「最高速 Fall in Love」 「Da-Da-Dash!」 「PAPISM」 「」        | 電視動畫《魔物娘的同居日常》                   |
| 11月23日                | 這個美術社大有問題！ BD、DVD第3卷特典CD                                             | 宇佐美瑞希（小澤亞李）、可蕾特（上坂堇）、立花夢子（水樹奈奈） | 「」                                                           | 電視動畫《這個美術社大有問題！》               |
| 11月23日                | 這個美術社大有問題！ BD、DVD第3卷特典CD                                             | 宇佐美瑞希（小澤亞李） | 「in the dream」                                               | 電視動畫《這個美術社大有問題！》               |
| 2017年                  |                                                                                     | |                                                                |                                                |
| 1月18日                 | FlowerS～～                                                                         | Hortensia［伊津村紫（小澤亞李）、伊津村陽花（花守由美里）］ | 「FlowerS～～」 「Dream a gate」                               | 《Re:Stage!》                                  |
| 2月22日                 | 這個美術社大有問題！ BD、DVD第6卷特典CD                                             | 宇佐美瑞希（小澤亞李） | 「（MIZUKI Ver.）」                                            | 電視動畫《這個美術社大有問題！》               |
| 2月22日                 | 這個美術社大有問題！ BD、DVD第6卷特典CD                                             | 宇佐美瑞希（小澤亞李）、可蕾特（上坂堇）、伊萬莉瑪麗亞（東山奈央）、立花夢子（水樹奈奈） | 「（合唱 Ver.）」                                              | 電視動畫《這個美術社大有問題！》               |
| 2019年                  |                                                                                     | |                                                                |                                                |
| 1月23日                 |                                                                                     | 勇者小队 | 「」                                                           | 電視動畫《Endro～！》片頭曲                    |
| 1月23日                 | 「」                                                                                | 勇者小队 | 電視動畫《Endro～！》印象曲                                    |                                                |

### 组合成员
1. 1 2 3  小澤亞李、日高里菜、種田梨沙、花守由美里
2. 1 2  丈枪由纪（水瀨祈）、惠飞须泽胡桃（小澤亞李）、若狭悠里（M·A·O）、直树美纪（高橋李依）
3. ↑  丈枪由纪（水瀨祈）、惠飞须泽胡桃（小澤亞李）、若狭悠里（M·A·O）、直树美纪（高橋李依）、佐仓慈（茅野愛衣）、太郎丸（加藤英美里）
4. ↑  尤夏（赤尾光）、赛拉（夏川椎菜）、法伊（小澤亞李）、梅依（水瀨祈）

## 外部連結
- I'm Enterprise官方個人檔案 （页面存档备份，存于）（日語）
- 小澤亞李個人網誌：青空Step！ （页面存档备份，存于）（日語）